# Iaremivșciîna, Lohvîțea
Iaremivșciîna (în ucraineană Яремівщина) este un sat în comuna Piskî din raionul Lohvîțea, regiunea Poltava, Ucraina.

## Demografie
Componența lingvistică a localității Iaremivșciîna
     Ucraineană (91,22%)
     Rusă (8,4%)
     Alte limbi (0,38%)
Conform recensământului din 2001, majoritatea populației localității Iaremivșciîna era vorbitoare de ucraineană (91,22%), existând în minoritate și vorbitori de rusă (8,4%).